# Magdaléna Platzová
Magdaléna Platzová (* 8. března 1972 Praha) je česká spisovatelka, novinářka, autorka knih pro děti a divadelních her.

## Život
Narodila se v roce 1972 v Praze v rodině dokumentaristy Josefa Platze a spisovatelky Edy Kriseové. Po maturitě v roce 1990 obdržela stipendium na Georgetown University ve Spojených státech amerických a na anglické Brockwood Park School ve Velké Británii. Poté vystudovala filosofii na Filosofické fakultě Univerzity Karlovy. Jako novinářka působila v letech 2001–2004 v týdeníku Literární noviny. Zde působila i jako zástupkyně šéfredaktora. Od roku 2008 píše pro týdeník Respekt. Publikovala rovněž v časopisech Souvislosti, Salon Práva a v slovinské revui Apokalipsa.
V roce 1999 byla asistentkou režiséra Petra Lébla v Divadle Na zábradlí. Sama hrála v česko-francouzském divadelním souboru Divadlo na voru.

## Dílo
- 2003 Sůl, ovce a kamení – povídky, Praha : One Woman Press, 2003, ISBN 80-86356-20-5
- 2004 Návrat přítelkyně – novela, Praha : One Woman Press, 2004, ISBN 80-86356-30-2
- 2006 Aaronův skok – román, Praha : Torst, 2006, ISBN 80-7215-283-1
- 2008 Recyklovaný muž – povídky, Praha : Torst, 2008, ISBN 978-80-7215-348-0
- 2013 Anarchista : (poznámky k románu), Praha : Torst, 2013, ISBN 978-80-7215-457-9. Zpracováno jako četba na pokračování, režie: Markéta Jahodová, Český rozhlas[2]
- 2018 Druhá strana ticha, Praha : Milan Hodek, 2018, ISBN 978-80-87688-75-5
- 2019 Máme holý ruce
- 2022 Život po Kafkovi, Praha: Argo, 2022, ISBN 978-80-257-3820-7

### Dramata
- 1999 Na útěku!, hra postoupila do finále soutěže o Cenu Alfréda Radoka za nejlepší českou divadelní hru.
- 2000 Sayang, hra postoupila do finále soutěže o Cenu Alfréda Radoka za nejlepší českou divadelní hru. Hra byla inscenována jako dramatické čtení v Divadle Na zábradlí
- Jiná cesta

### Knihy pro děti
- Toník a jeskyně snů, Praha : Meander, 2010, ISBN 978-80-86283-76-0

### Překlady
- Dean Koontz: Přežít, Praha : Knižní klub : Ikar, 2001, ISBN 80-242-0473-8